# Ion Pas

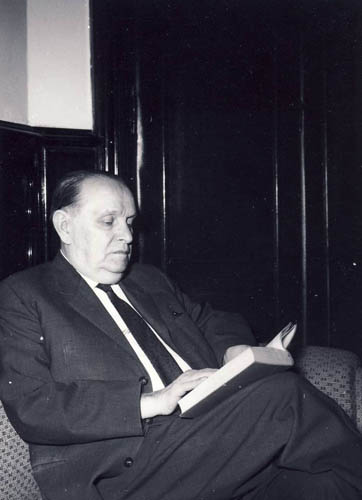
Ion Pas

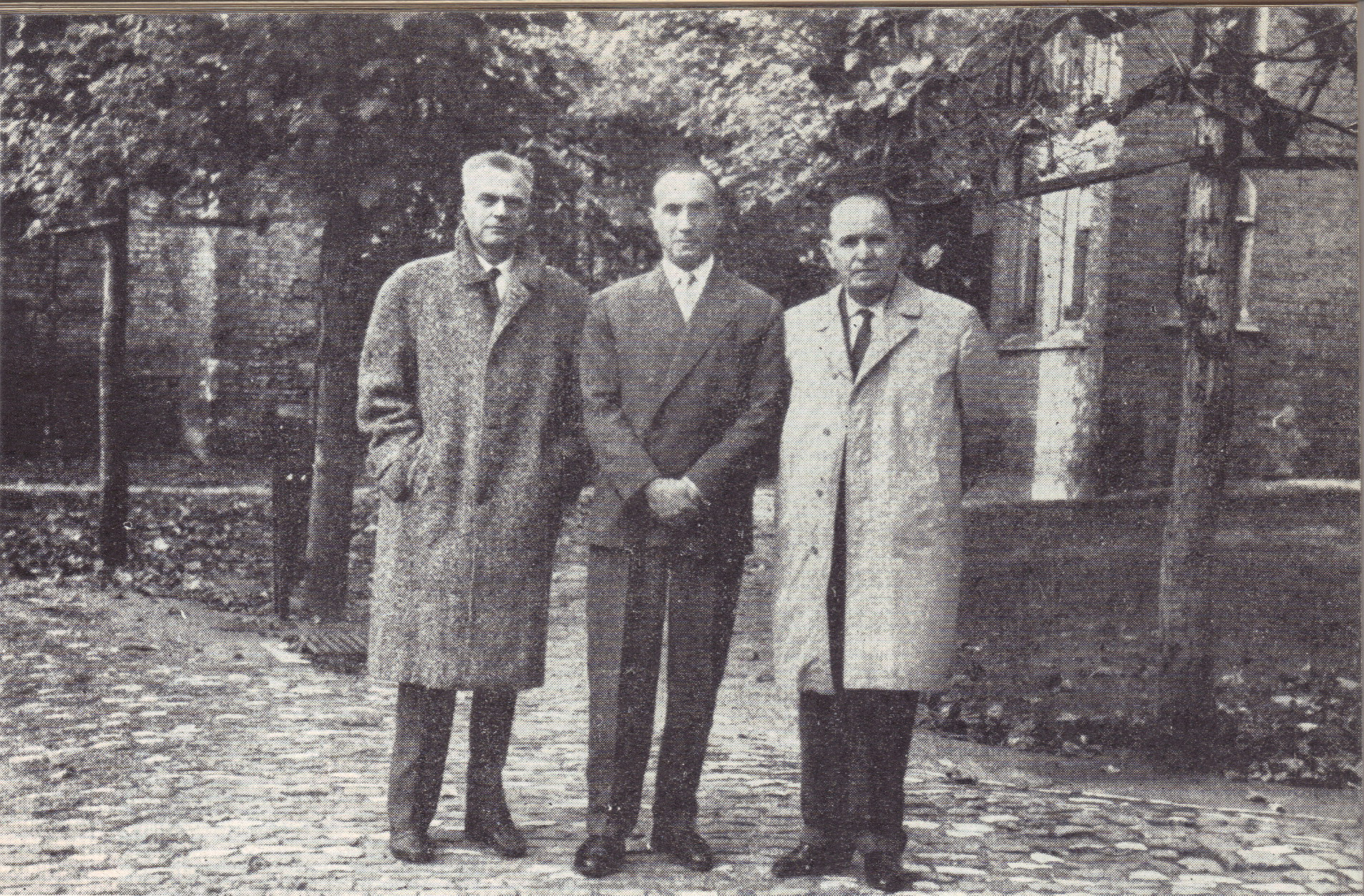
Ion Pas (rechts) mit dem Schriftsteller Zaharia Stancu (links) sowie dem Mediziner und Biologen Ștefan-Marius Milcu (Mitte).

Ion Pas (Geburtsname: Ioan Pascu; * 6. Oktober 1895 in Bukarest; † 20. Mai 1974 ebenda) war ein Kinder- und Jugendbuchautor und Politiker der Rumänischen Kommunistischen Partei PCR (Partidul Comunist Român), der unter anderem zwischen 1946 und 1948 Kunstminister war.

## Leben
Der als Ioan Pascu geborene Ion Pas arbeitete als linksgerichteter Journalist und debütierte 1910 mit der Skizze „Barbu“ in der Zeitschrift „Dumineca“. Das Verlagsdebüt erfolgte 1912 mit dem Band Din lumea celor obidiți und im Anschluss war er ab 1913 Redakteur der Kinder- und Jugend-Zeitschrift Din lumea copiilor și a tinerimii. Später arbeitete er zwischen 1933 und 1937 als Redakteur für die Zeitschrift Șantier. Er wurde 1946 Präsident der Journalistengewerkschaft (Sindicatul Ziariștilor) und wurde am 21. März 1946 Direktor des Nationaltheaters Bukarest. Er war außerdem für den Wahlkreis Prahova zwischen 1946 und 1948 Mitglied der Abgeordnetenkammer (Adunarea Deputaților).
Am 29. November 1946 übernahm Pas im zweiten Kabinett Groza das Amt als Kunstminister (Ministrul artelor) und bekleidete dieses im Anschluss zwischen dem 30. Dezember 1947 und dem 14. April 1948 auch im dritten Kabinett Groza.  Er trat nach dem Zusammenschluss der Sozialdemokratischen Partei PSD (Partidul Social Democrat) mit der damaligen Kommunistischen Partei PCdR (Partidul Comunist din România) zur Rumänischen Arbeiterpartei PMR (Partidul Muncitoresc Român) am 21. Februar 1948 der PMR bei. Auf dem Gründungsparteitag, der in der Zählung der PCdR der Sechste Parteitag der PMR (21. bis 23. Februar 1948) war, wurde er erstmals Mitglied des Zentralkomitees (ZK) und gehörte diesem Gremium bis zum 12. August 1969 an. Zugleich wurde er 1948 erstmals Mitglied der Großen Nationalversammlung (Marea Adunare Națională) und gehörte dieser bis 1969 an.
Ion Pas wurde am 4. Juli 1955 Erster Vize-Minister für Kultur und fungierte zudem zwischen 1959 und dem 22. Januar 1965 als Vorsitzender des Komitees für Rundfunk und Fernsehen (Comitetul de Radiodifuziune și Televiziune) beim Ministerrat. Im Anschluss fungierte er von 1965 bis zu seinem Tode 1974 noch als Präsident des Instituts für kulturelle Beziehungen im Ausland IRRCS (Institutul român pentru relaţiile culturale cu străinătatea). Für seine Verdienste wurde er mehrfach ausgezeichnet und erhielt unter anderem 1955 den Orden der Arbeit Erster Klasse (Ordinul Muncii), 1964 den Stern der Volksrepublik Rumänien Erster Klasse (Ordinul Steaua Republicii Populare Române) sowie 1965 den Orden 23. August Dritter Klasse (Ordinul 23. August).

## Veröffentlichungen
Er verfasste zahlreiche Kinder- und Jugendbücher. Zu seinen eigenen Werken gehören:
- Jurnalul lui Nicușor și alte istorioare pentru copii, 1922
- Familia Chiț-Chiț. În seara de Crăciun. Noaptea Învierii, 1930
- Veșnicul învins, Roman, 1931
- Păsărică, draga mea…, 1932
- Familia Chiț-Chiț, 1938
- Simple întâmplări, 1943
- Noi în furtună, Editura Forum, Bukarest, 1946
- Noi în UR.S.S. Kiev, Moscova, Leningrad, Editura Socec, Bucureºti, 1947
- Va veni o zi…, Editura Tineretului, 1954
- Zilele vieții tale (2 Bände), Editura de stat pt. literatură și artă, 1955
- Lanțuri, 2 Bände, Editura pentru Literatură, 1961
- Carte despre oameni, locuri, întâmplări, Editura pentru Literatură, 1961
- Întâmplări cu Bălcescu, Editura Tineretului, 1963
- Carte despre vremuri multe, Editura pentru Literatură, 1963
- Carte despre drumuri lungi, Editura pentru Literatură, 1965
- Trecut întunecat, Editura de stat pentru literatură și artă, 1957
- Aducere aminte, Erinnerungen, Editura Eminescu, Bukarest, 1972
- Scrieri, I-VIII, Editura Eminescu, Bukarest, 1973

in deutscher Sprache
- Wie ein mächtiger Strom…. Aufzeichnungen über die russische Kultur, Original: Ca un fluviu puternic…, Staatsverlag für politische Literatur, Bukarest 1957

Daneben übersetzte Pas auch die Werke anderer Autoren ins Rumänische wie Der Glöckner von Notre-Dame von Victor Hugo, Schuld und Sühne von Fjodor Michailowitsch Dostojewski sowie Das Karpatenschloss und Fünf Wochen im Ballon von Jules Verne.